# Campeonato Cearense 1958
In 1958 werd het 44ste Campeonato Cearense gespeeld voor clubs uit Braziliaanse staat Ceará. De competitie werd georganiseerd door de FCF en werd gespeeld van 29 maart tot 17 december. Ceará werd kampioen.

## Eerste toernooi
| Plaats | Club           | Wed. | W | G | V | Saldo | Ptn. |
| ------ | -------------- | ---- | - | - | - | ----- | ---- |
| 1.     | Ceará          | 7    | 5 | 2 | 0 | 15:1  | 12   |
| 2.     | América        | 7    | 4 | 3 | 0 | 12:5  | 11   |
| 3.     | Fortaleza      | 7    | 4 | 2 | 1 | 13:9  | 10   |
| 4.     | Ferroviário    | 7    | 3 | 2 | 2 | 18:13 | 8    |
| 5.     | Gentilândia    | 7    | 2 | 2 | 3 | 7:12  | 6    |
| 6.     | Calouros do Ar | 7    | 2 | 1 | 4 | 7:10  | 5    |
| 7.     | Usina Ceará    | 7    | 1 | 1 | 5 | 6:13  | 3    |
| 8.     | Nacional       | 7    | 0 | 1 | 6 | 4:19  | 1    |

|  | Geplaatst voor finaleronde |

## Tweede toernooi
| Plaats | Club           | Wed. | W | G | V | Saldo | Ptn. |
| ------ | -------------- | ---- | - | - | - | ----- | ---- |
| 1.     | Ferroviário    | 7    | 5 | 2 | 0 | 19:9  | 12   |
| 2.     | Ceará          | 7    | 4 | 2 | 1 | 14:7  | 10   |
| 3.     | Calouros do Ar | 7    | 4 | 1 | 2 | 10:5  | 9    |
| 4.     | Fortaleza      | 7    | 3 | 1 | 3 | 15:13 | 7    |
| 5.     | América        | 7    | 3 | 1 | 3 | 14:14 | 7    |
| 6.     | Usina Ceará    | 7    | 2 | 2 | 3 | 16:11 | 6    |
| 7.     | Gentilândia    | 7    | 2 | 1 | 4 | 12:16 | 5    |
| 8.     | Nacional       | 7    | 0 | 0 | 7 | 4:29  | 0    |

|  | Geplaatst voor finaleronde |

## Derde toernooi
| Plaats | Club           | Wed. | W | G | V | Saldo | Ptn. |
| ------ | -------------- | ---- | - | - | - | ----- | ---- |
| 1.     | Fortaleza      | 7    | 5 | 2 | 0 | 16:9  | 12   |
| 2.     | Usina Ceará    | 7    | 5 | 1 | 1 | 18:8  | 11   |
| 3.     | Ceará          | 7    | 4 | 2 | 1 | 13:6  | 10   |
| 4.     | Ferroviário    | 7    | 4 | 0 | 3 | 11:8  | 8    |
| 5.     | Gentilândia    | 7    | 3 | 0 | 4 | 13:12 | 6    |
| 6.     | América        | 7    | 1 | 3 | 3 | 8:9   | 5    |
| 7.     | Calouros do Ar | 7    | 1 | 1 | 5 | 5:12  | 3    |
| 8.     | Nacional       | 7    | 0 | 1 | 6 | 0:20  | 1    |

|  | Geplaatst voor finaleronde |

## Finaleronde
| Plaats | Club        | Wed. | W | G | V | Saldo | Ptn. |
| ------ | ----------- | ---- | - | - | - | ----- | ---- |
| 1.     | Ceará       | 4    | 3 | 1 | 0 | 7:3   | 7    |
| 2.     | Fortaleza   | 4    | 2 | 1 | 1 | 6:4   | 5    |
| 3.     | Ferroviário | 4    | 0 | 0 | 4 | 2:8   | 0    |

|  | Kampioen |

### Kampioen
| Campeonato Cearense de 1958 |
| Ceará                       |
| --------------------------- |
| CEARÁ Kampioen (16° titel)  |